# Route nationale 828
Pour les articles homonymes, voir Route 828.
La route nationale 828 ou RN 828 est une ancienne route nationale française reliant Mantes-la-Jolie à la Fourche (Coulonges-les-Sablons), où elle rejoint l'ancienne route nationale 23 Chartres - Nantes.
À la suite de la réforme de 1972, elle est déclassée en route départementale 928 ou RD 928.

## Historique
L'itinéraire « Anet-Nogent-le-Rotrou », amorce du tracé actuel, est classé dans le réseau des routes nationales par le décret du 22 janvier 1931,.

## Tracé, départements et communes traversés

### Yvelines
- Mantes-la-Jolie
- Mantes-la-Ville
- Magnanville
- Soindres
- Favrieux
- Longnes
- Mondreville

### Eure-et-Loir
Les communes traversées dans le département sont : 
- Le Mesnil-Simon ;
- La Chaussée-d'Ivry ;
- Oulins ;
- Anet ;
- Sorel-Moussel ;

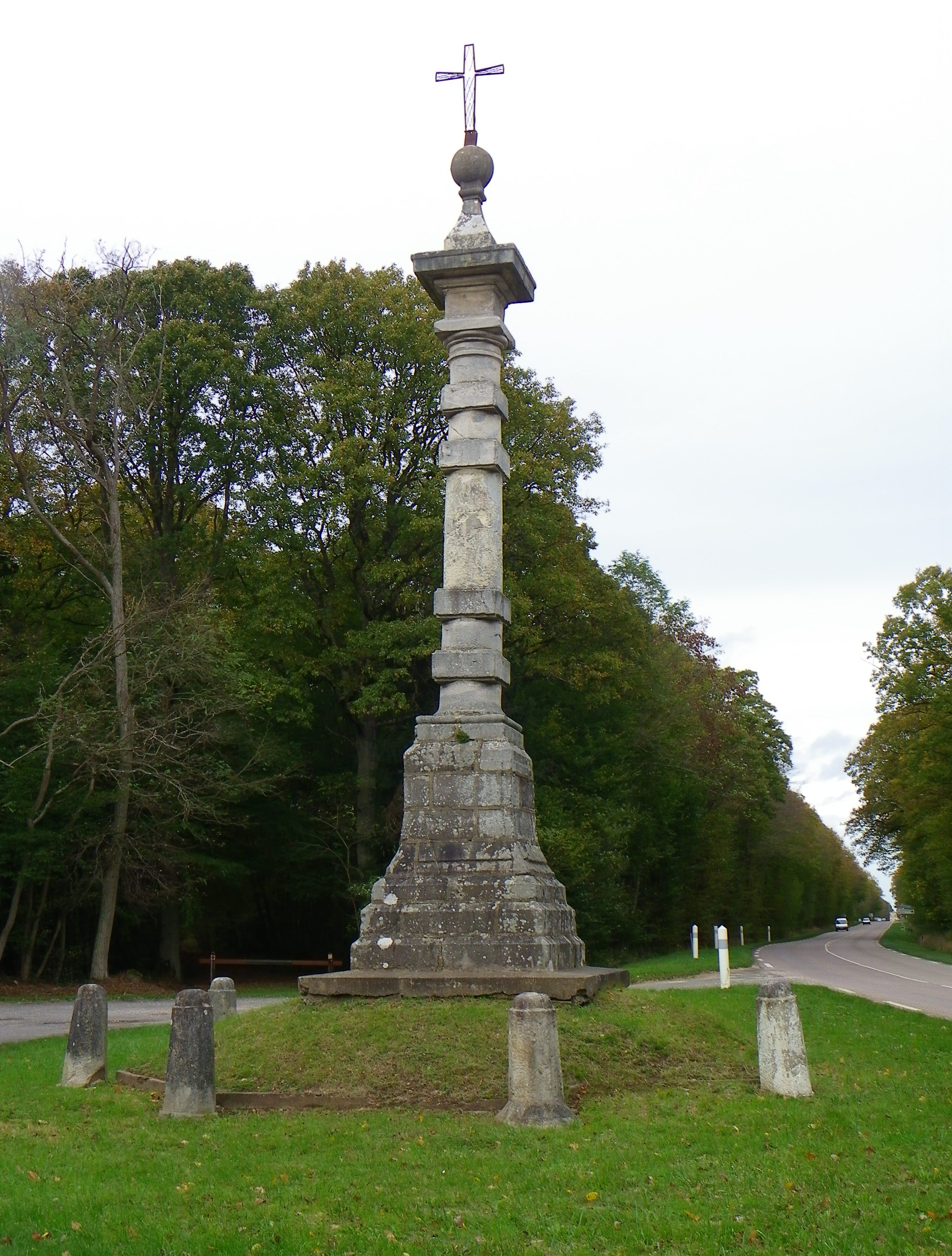
Croix du Carré, sur la D 928 dans la forêt de Dreux.

- Abondant, pavillon de chasse et croix du Carré (Forêt de Dreux) ;
- Fermaincourt ;
- Montreuil ;
- Dreux ;
- Vernouillet, avenue François-Mitterrand ;
- Garnay ;
- Tréon ;
- Aunay-sous-Crécy ;
- Morvillette ;
- Saint-Jean-de-Rebervilliers ;
- Châteauneuf-en-Thymerais ;
- Thimert-Gâtelles ;
- Ardelles ;
- Digny ;
- Belhomert-Guéhouville, les Quatre-Routes ;
- Saint-Maurice-Saint-Germain ;
- Belhomert-Guéhouville ;
- La Loupe ;
- Saint-Éliph ;
- Vaupillon.

- Vidéos de la traversée de l'Eure-et-Loir d'est en ouest par la D 928
- Le Mesnil-Simon (1 min 28 s).
- Tréon (2 min 50 s).
- Châteauneuf-en-Thymerais
(3 min 1 s).
- Ardelles-Digny (3 min 10 s).
- Digny (1 min 46 s).
- Belhomert-Guéhouville
(2 min 11 s).

### Orne
- Bretoncelles
- La Fourche, ancienne commune de Coulonges-les-Sablons, où la D 928 rejoint l'ancienne route nationale 23, aujourd'hui D 923 dans l'Orne et en Eure-et-Loir.